# Glenn Grothman
Glenn Grothman (Milwaukee, 3 luglio 1955) è un politico statunitense, membro della Camera dei Rappresentanti per lo stato del Wisconsin.

## Biografia
Nato a Milwaukee, Grothman si laureò in legge all'Università del Wisconsin-Madison e intraprese la professione di avvocato.
Entrato in politica con il Partito Repubblicano, nel 1993 venne eletto all'interno dell'Assemblea di stato del Wisconsin, dove rimase fino al 2005, quando approdò al Senato di stato del Wisconsin. Nel 2014 si candidò alla Camera dei Rappresentanti sfidando nelle primarie il deputato Tom Petri, che tuttavia poco dopo annunciò la sua intenzione di non concorrere per il seggio; Grothman invece restò in corsa e riuscì a farsi eleggere.
Ideologicamente Grothman si configura come un repubblicano molto conservatore ed è membro dell'American Legislative Exchange Council.